# Ромон (Берн)
Ромон (фр. Romont) — громада  в Швейцарії в кантоні Берн, адміністративний округ Бернська Юра.

## Географія
Громада розташована на відстані близько 29 км на північ від Берна.
Ромон має площу 7 км², з яких на 3,2% дозволяється будівництво (житлове та будівництво доріг), 38,2% використовуються в сільськогосподарських цілях, 58,4% зайнято лісами, 0,3% не є продуктивними (річки, льодовики або гори).

## Демографія
2019 року в громаді мешкало 204 особи (+2,5% порівняно з 2010 роком), іноземців було 14,7%. Густота населення становила 29 осіб/км².
За віковим діапазоном населення розподілялося таким чином: 11,8% — особи молодші 20 років, 61,3% — особи у віці 20—64 років, 27% — особи у віці 65 років та старші. Було 90 помешкань (у середньому 2,2 особи в помешканні).
Із загальної кількості 41 працюючого 21 був зайнятий в первинному секторі, 5 — в обробній промисловості, 15 — в галузі послуг.